# Eduard Batlle i Rispau
Eduard Batlle i Rispau (Salt, 1968) és un periodista català.
Usuari actiu a la xarxa des del 1999 amb un blog personal que combinava la professió periodística amb contingut personal. El 2006 va estrenar un altre blog, i actualment manté eduardbatlle.cat. Després de la primera edició de la Catosfera a Granollers, va impulsar l'Associació STIC.CAT i va ser el creador dels Premis Blogs Catalunya.
Actualment és soci-director de la consultora de comunicació digital i audiovisual La Factoria de ServeisWeb. També és soci amb Anna Codina de la consultora Catalunya Valley. Impulsor del TEDxGirona i de les jornades NITS a Girona amb Xevi Montoya.